# Куршская коса (национальный парк, Литва)
Куршская коса (лит. Kuršių nerijos nacionalinis parkas) — национальный парк Литвы, который расположен на западе страны и занимает восточную часть территории Куршской косы (50 км, принадлежащих Литве). Песчаные дюны Куршской косы отделяют пресные воды Куршского залива от солоноватых вод Балтийского моря на западе. Для сохранения уникальных ландшафтов в 1991 году был образован национальный парк. На территории парка запрещена любая человеческая деятельность, кроме научных наблюдений и исследований.

## Ландшафт и климат
Образование Балтийского моря связано с последним отступлением скандинавского ледника, имевшим место 13 000 лет назад и сформировавшим ландшафт современной Литвы. Талые воды образовали Балтийское ледниковое озеро, которое просуществовало 3000 лет, пока ледник через канал в центральной Швеции (у горы Биллинген) не освободил путь солёным атлантическим водам. Таким образом образовалось солёное Иольдиевое море. 9500 лет назад изостатические движения отделили акваторию Иольдиевого моря от Атлантики — образовалось Анциловое озеро. 7500 лет назад новая трансгрессия атлантических вод привела к образованию Литоринового моря, в период существования которого (до 4500 лет назад) образовался современный рельеф побережья Балтийского моря, в том числе лагуны, дюны, косы.
Климат косы приморский, он в значительной степени зависит от погоды Балтийского моря. Годовое количество солнечного излучения 90 ккал/см. Продолжительность солнечного сияния 1982 часов в год (39 % от потенциально возможного) — это самый большой показатель в Литве. На побережье преобладают западные и южные ветры, средняя скорость 5,5 м/с. Штормовые ветры бывают в среднем 20 дней в году. Из-за влияния моря, осенью и зимой теплее, чем весной — температура воздуха отличается от восточных регионов страны на 3…3,5 °C. Относительная влажность воздуха в зимний период составляет 82 %, весной — 76 %. Туманы нередки, до 66 дней в году. Годовая сумма атмосферных осадков составляет 643 мм (170—180 дней в году с осадками). 75 % осадков приходится на тёплое время года. Снег в национальном парке появляется в конце ноября; постоянный снежный покров образуется в конце декабря или в начале января, это на 10-15 дней позже, чем в других регионах Литвы.

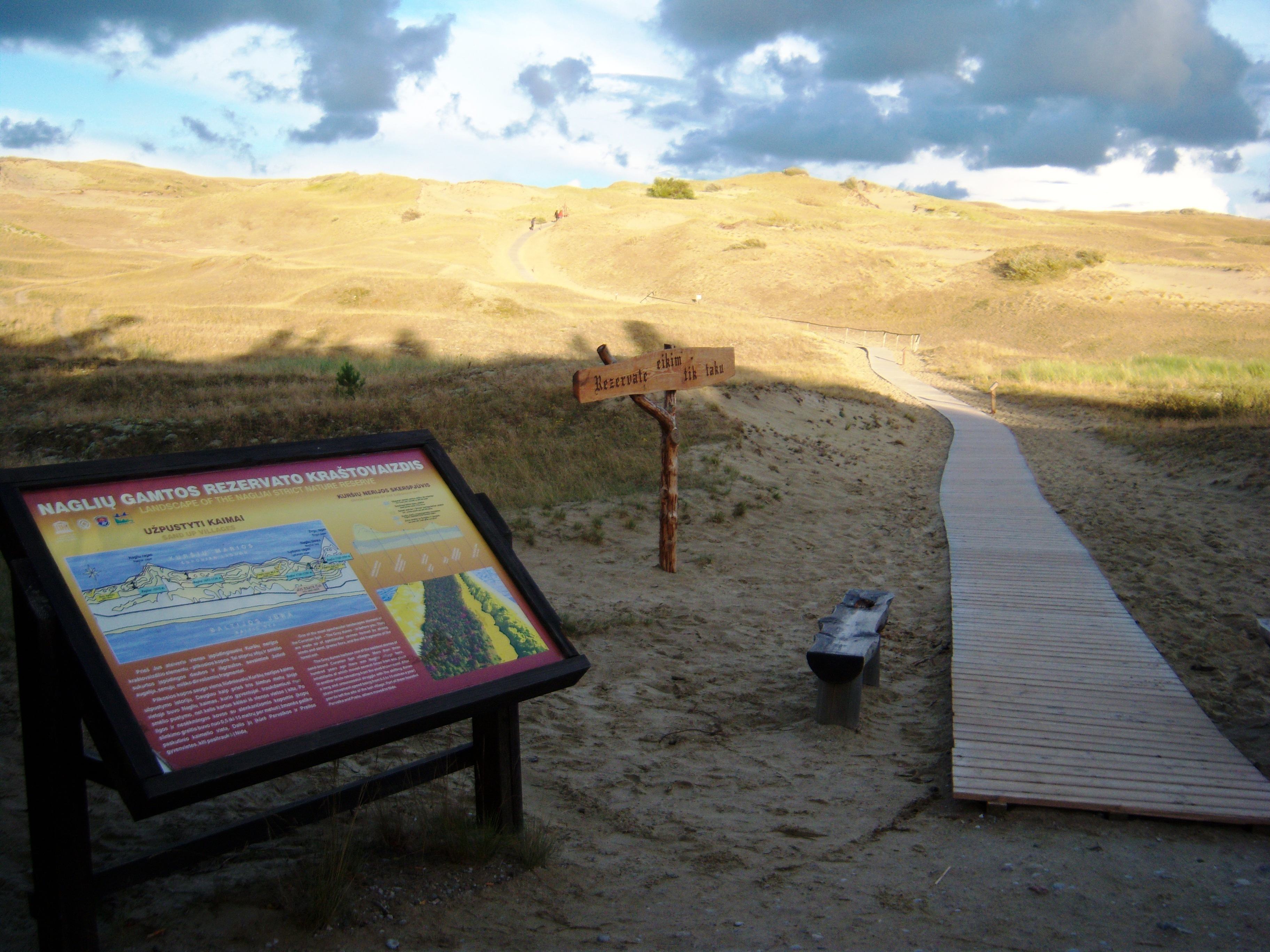
Песчаные дюны (Нагляй)
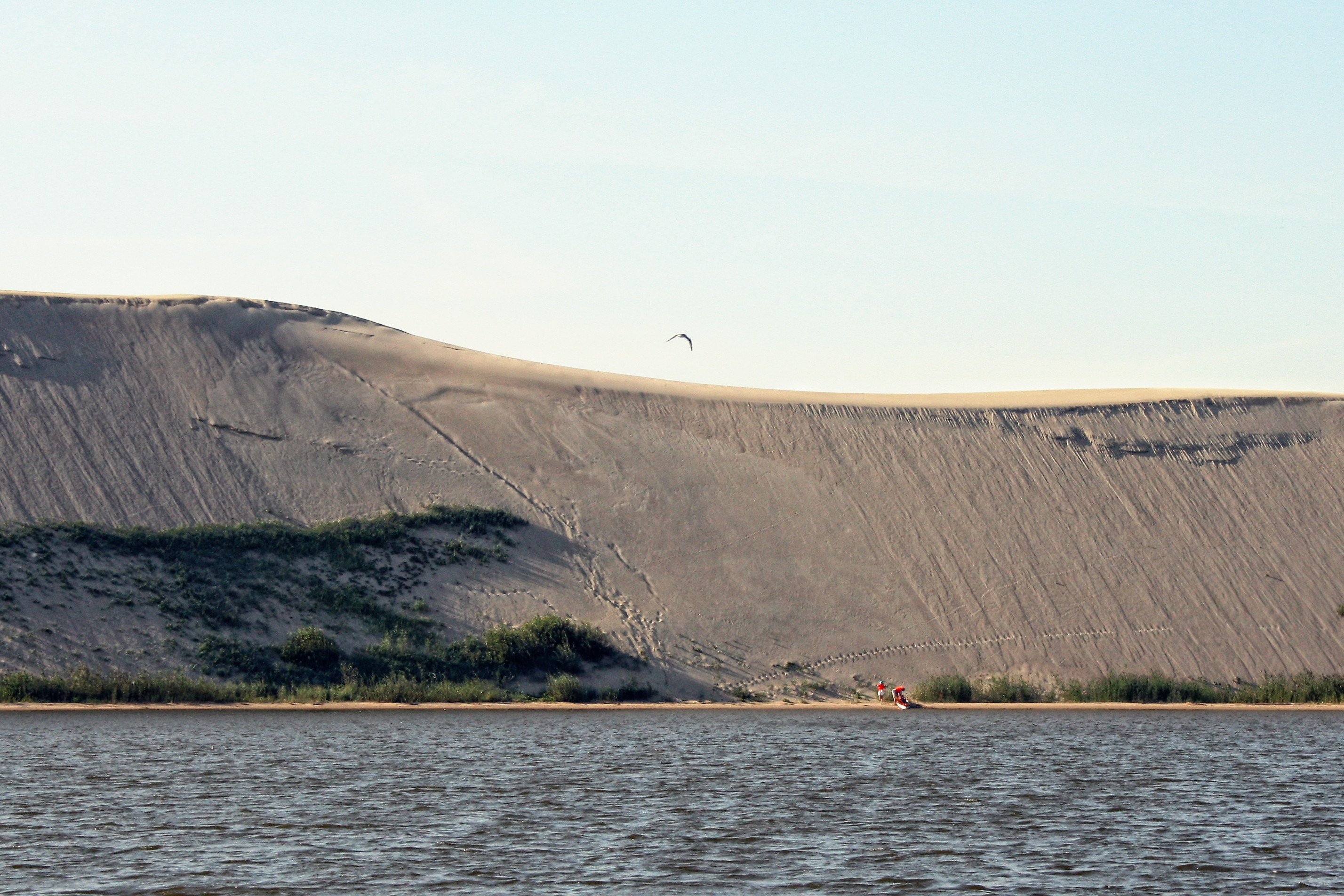
Песчаные дюны летом до Нида
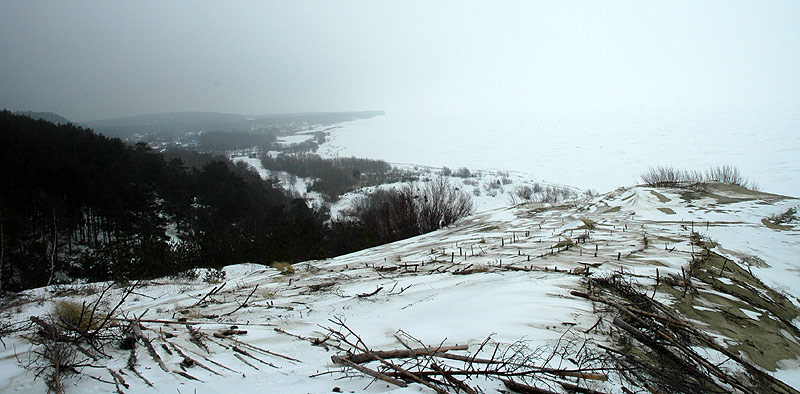
Песчаные дюны зимой
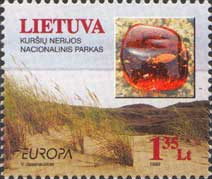
Литовская почтовая марка, посвящённая Куршской косе
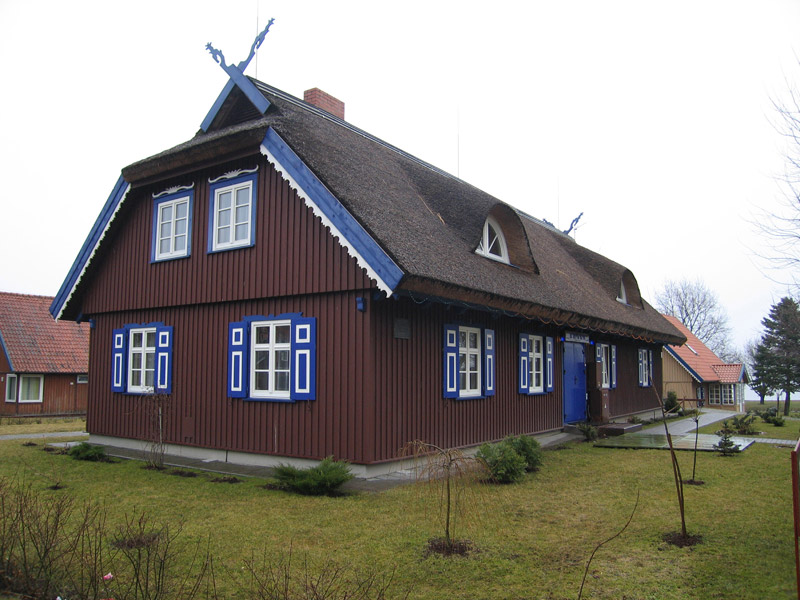
Дом в национальном стиле в Ниде

## Флора
На территории национального парка растёт 900 видов растений, 13 из которых занесены в Красную книгу Литвы. 20 % (2922 га) территории парка покрыто дюнной и луговой растительностью. Сильные ветры, подвижные пески, сухие почвы, солёная вода, частые изменения погоды делают природные условия прибрежной равнины похожими на условия в степях Европы. С запада на восток, от Балтийского моря до Куршского залива одна природная зона сменяет другую:
- пляж с редкими растениями балтийской морской горчицы (Cakile baltica).
- дюны, покрытые песчанкой высокой (Honckenya peploides), песколюбкой (Ammophila arenaria), колосняком песчаным (Leymus arenarius), солянкой калийной (Salsola kali) другими галофитами, составляющими первый барьер для подвижного песка. Также растут чина японская (Lathyrus japonicus), козлобородник разносемянный (Tragopogon heterospermus), ястребинка зонтичная (Hieracium umbellatum), морская фиалка (Viola litoralis), льнянка балтийская (Linaria loeselii). На восточных склонах дюн растут качим метельчатый (Gypsophila paniculata) и синеголовник приморский (Eryngium maritimum) с глубокими корнями. Одиночные вербы, сосны и заросли шиповника морщинистого (Rosa rugosa).
- песчаные равнины с дюнами побережья покрыты букашником горным (Jasione montana), булавоносцем седоватым (Corynephorus canescens), овсяницей (Festuca arenaria), осокой песчаной (Carex arenaria), тимьяном (Thymus serpyllum). влажные места — ивняком (Salix pentandra) и водянкой (Empetrum nigrum).
- закреплённые пески покрыты смешанными лесами, кора деревьев густо покрыта лишайниками. Большая часть подвижных песков была искусственно залесена растениями ещё до 1938 года.
- большие дюны покрыты сосновыми лесами карликовой горной сосны (Pinus montana) с травянистыми формациями прибрежных дюн с примесью бессмертника (Helichrysum).
- лагуны побережья покрывают берёзовые леса с травянистыми формациями песчаных междюнных равнин. Камыш (Phragmites australis) защищает побережье от эрозии. Здесь изобилуют заросли камыша Табернемонтана (Schoenoplectus tabernaemontani), болотницы болотнаой (Eleocharis palustris), осоки островидной (Carex acutiformis)

70 % (6852 га) территории парка покрыто смешанными лесами (преимущественно хвойными), половина из которых искусственного происхождения: 53 % древостоя образовывает сосна обыкновенная (Pinus silvestris), 27 % — интродуцированные в 1850 году карликовая горная сосна (Pinus montana). Также встречаются сосна Банкса (Pinus banksiana), черная (Pinus nigra), веймутова (Pinus strobus), мягкоигольная (Pinus muricata), крымская (Pinus palasiana). В национальном парке 68 га ельников, на которых произрастают ель европейская (Picea abies), сизая (Picea glauca) и голубая (Picea pungens). Из других хвойных встречаются: можжевельник обыкновенный (Juniperus communis), пихта белая (Abies alba), пихта одноцветная (Abies concolor), лиственница европейская (Larix decidua), лжетсуга серая (Pseudotsuga caesia).

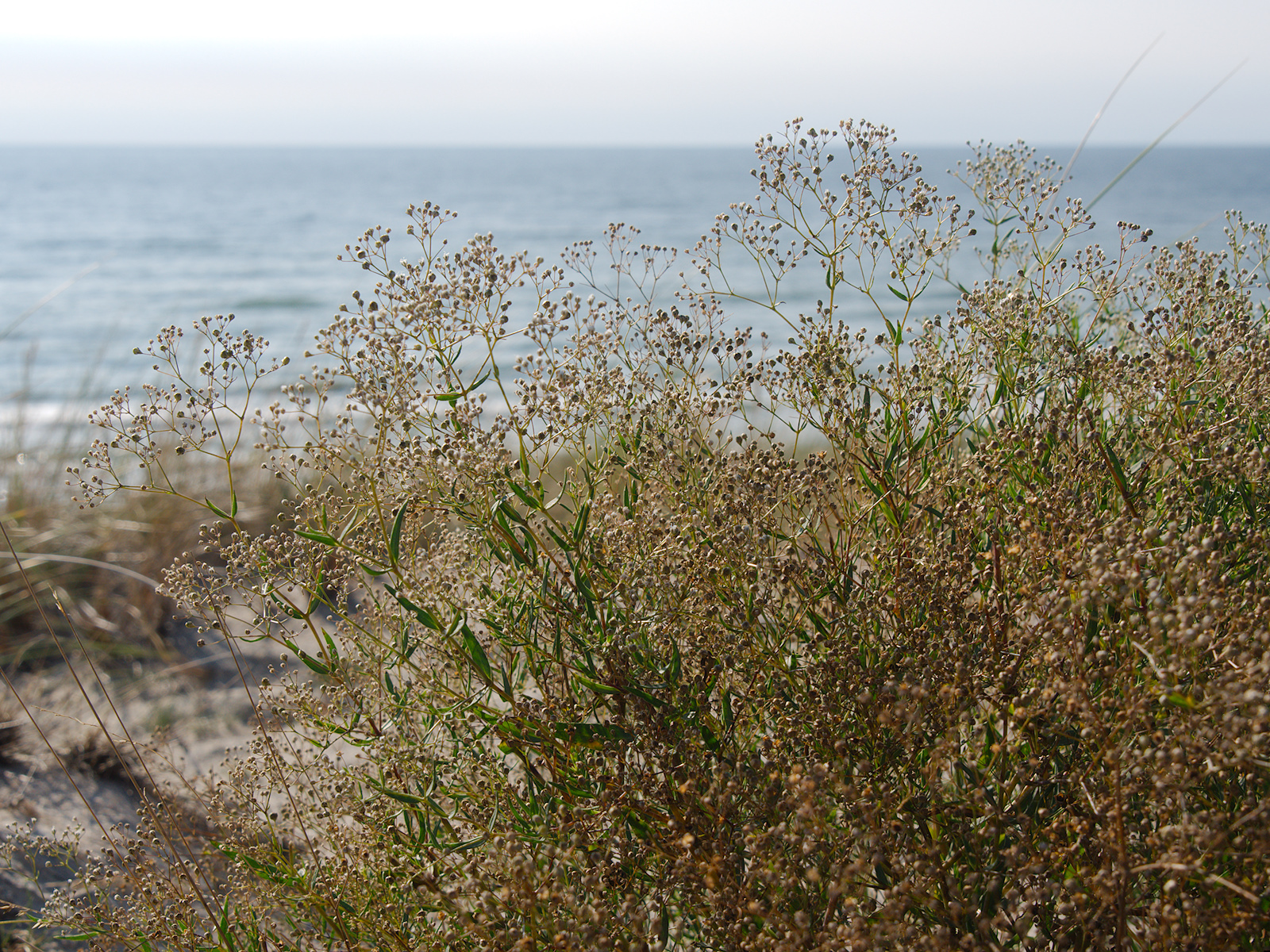
Лещиця (Gypsophila paniculata) на дюнах побережья
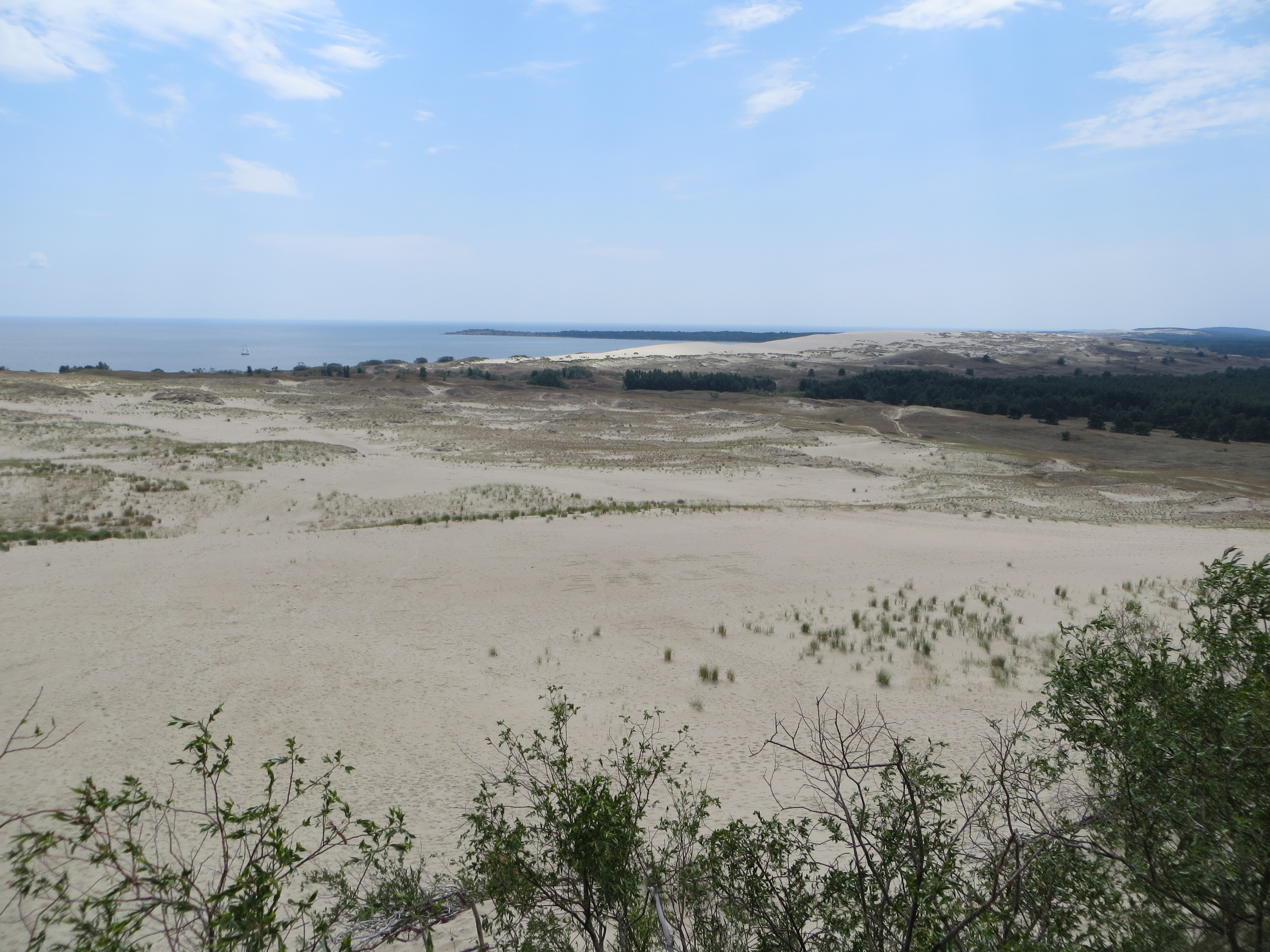
Растительность песчаных равнин
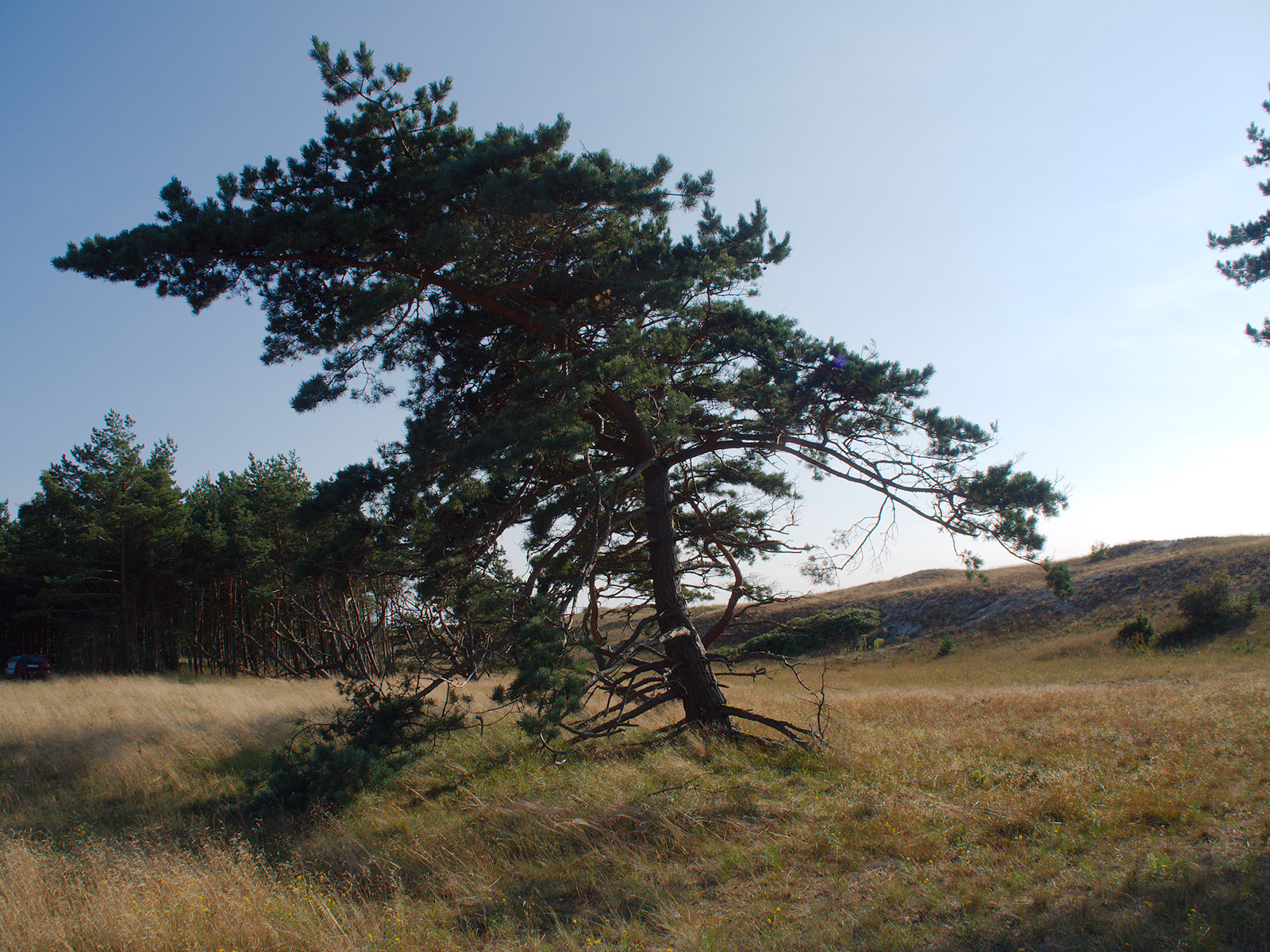
Закрепленные пески
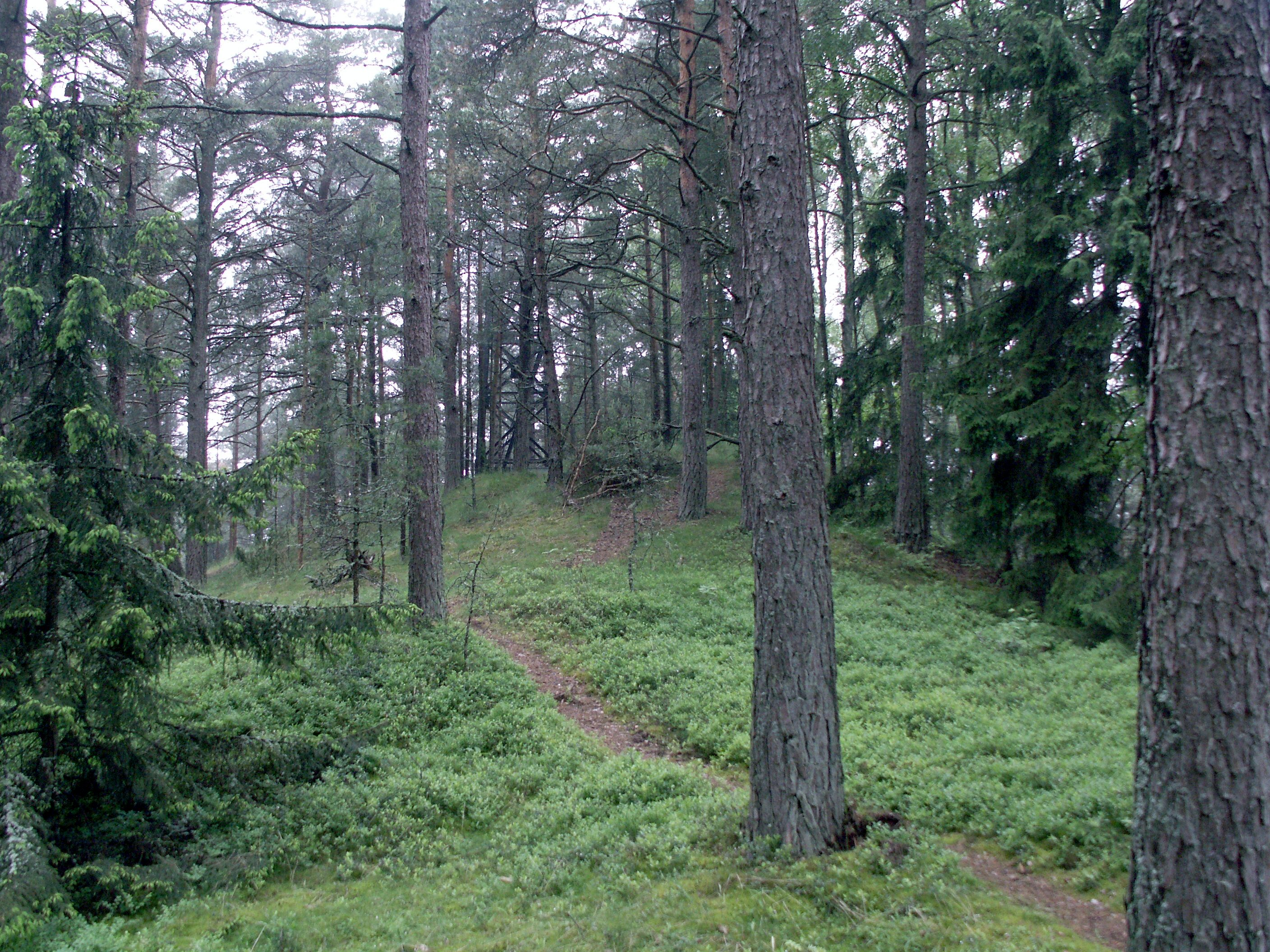
Лес на дюнах в Юодкранте
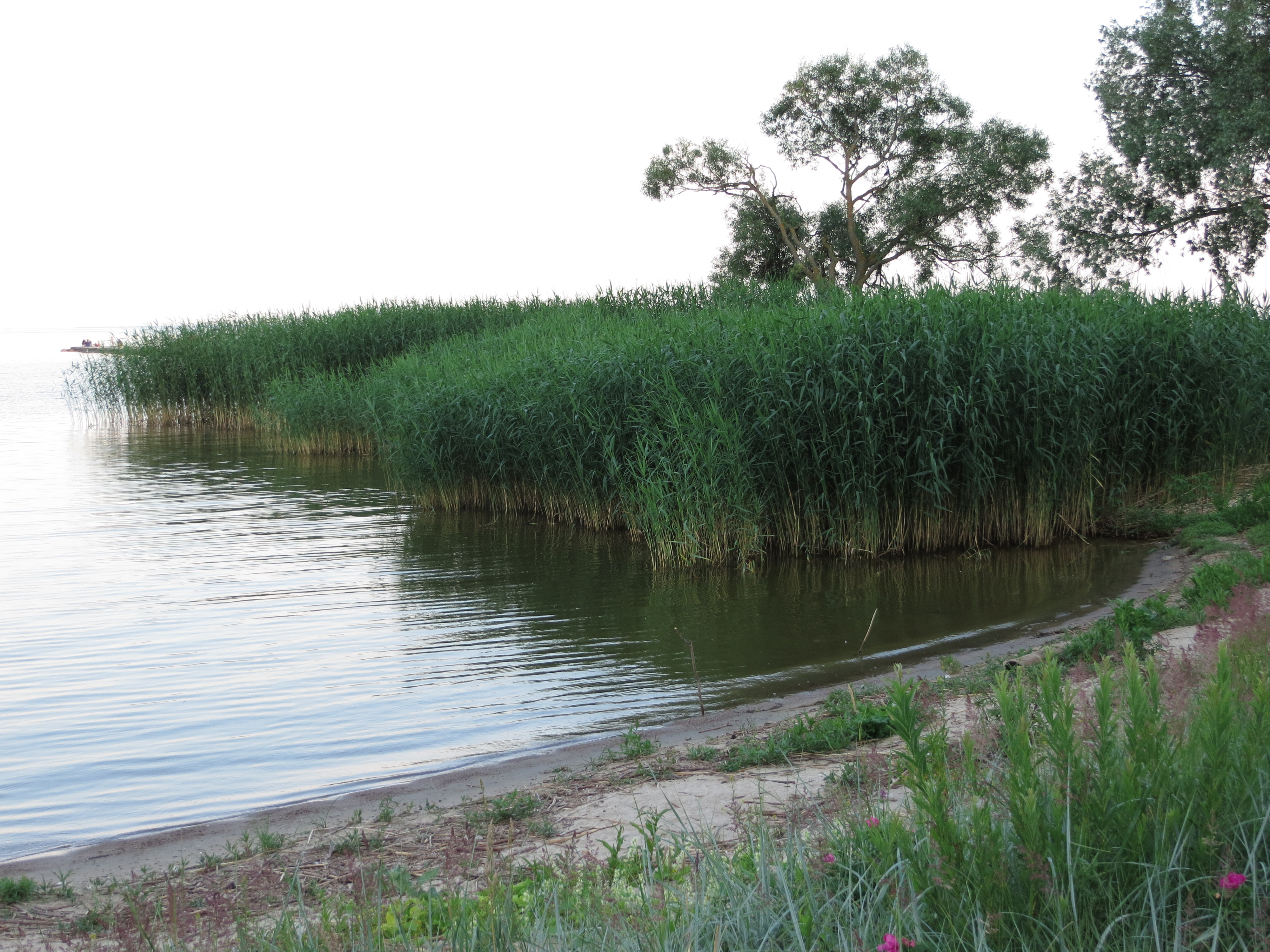
Камыш в Куршском заливе

Из лиственных пород наиболее часто встречается береза (Betula) с небольшой примесью сосны — 1028 га, ольшаники (Alnus) 206 га, дуб (Quercus) и ясень (Fraxinus) — несколько га . На песчаных дюнах были интродуцированы клен полевой (Acer campestre), татарский (Acer tataricum), ясенеелистый (Acer negundo), белый (Acer pseudoplatanus), бук европейский (Fagus sylvatica), ясень пенсильванский (Fraxinus pennsylvanica), бирючина обыкновенная (Ligustrum vulgare).
Древнейшие (100—150 лет) естественные леса из сосны, ели и дуба растут рядом с Юодкранте на старых параболических дюнах. Здесь можно встретить редкую в Литве Линнею северную (Linnaea borealis). Во влажных местностях вблизи Серых дюн встречается насекомоядное растение росянка круглолистая (Drosera rotundifolia).

## Фауна
На территории национального парка встречается 40 видов млекопитающих. Самый большой из них — лось (Alces alces), символ Куршской косы. Лоси были истреблены во время Второй мировой войны, но вновь появились в 1948 году. Так как лоси активно подъедают молодые сосны, на них ежегодно выдают охотничьи квоты. По состоянию на 2014 год в пределах парка живёт 30 голов. Кабаны (Sus scrofa) меньше по размерам чем континентальные, в голодные сезоны подходит к домам в поисках пищи. Достаточно распространены: косули (Capreolus capreolus), заяц-русак (Lepus europaeus), лиса (Vulpes vulpes) встречаются: барсук (Meles meles), енотовидная собака (Nyctereutes procyonoides), куница лесная (Martes martes), горностай (Mustela erminea), ласка (Mustela nivalis), ондатра (Ondatra zibethica), американская норка (Mustela vison), выдра речная (Lutra lutra), иногда на побережье появляется длинномордый тюлень (Halichoerus grypus). Малоисследованной остаётся фауна рукокрылых и грызунов. В опавшем листовом покрове на земле можно встретить желтогорлую мышь (Apodemus flavicollis) и бурозубку (Sorex).

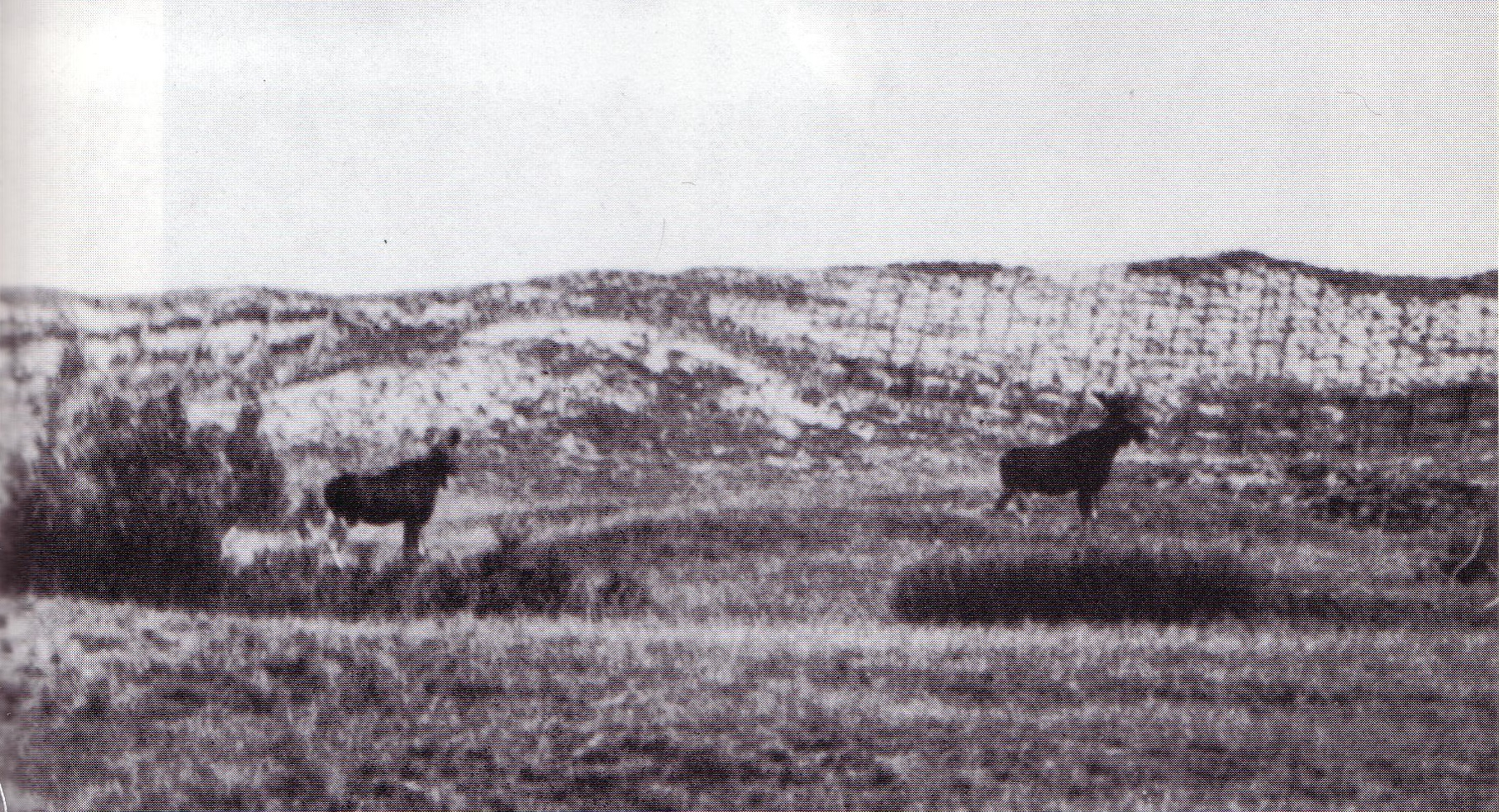
Лоси (Alces alces) в дюнах, 1900
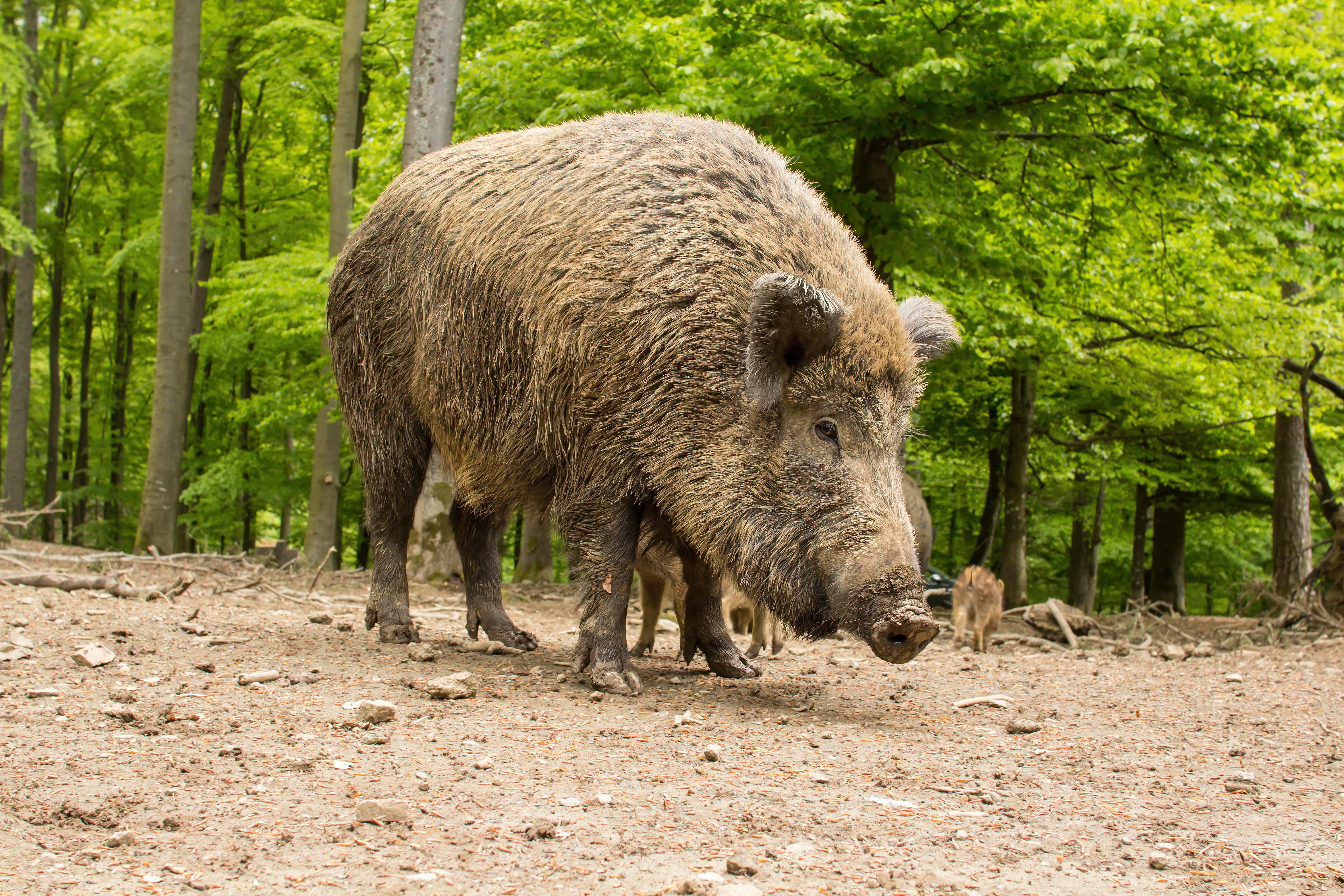
Дикая свинья (Sus scrofa)
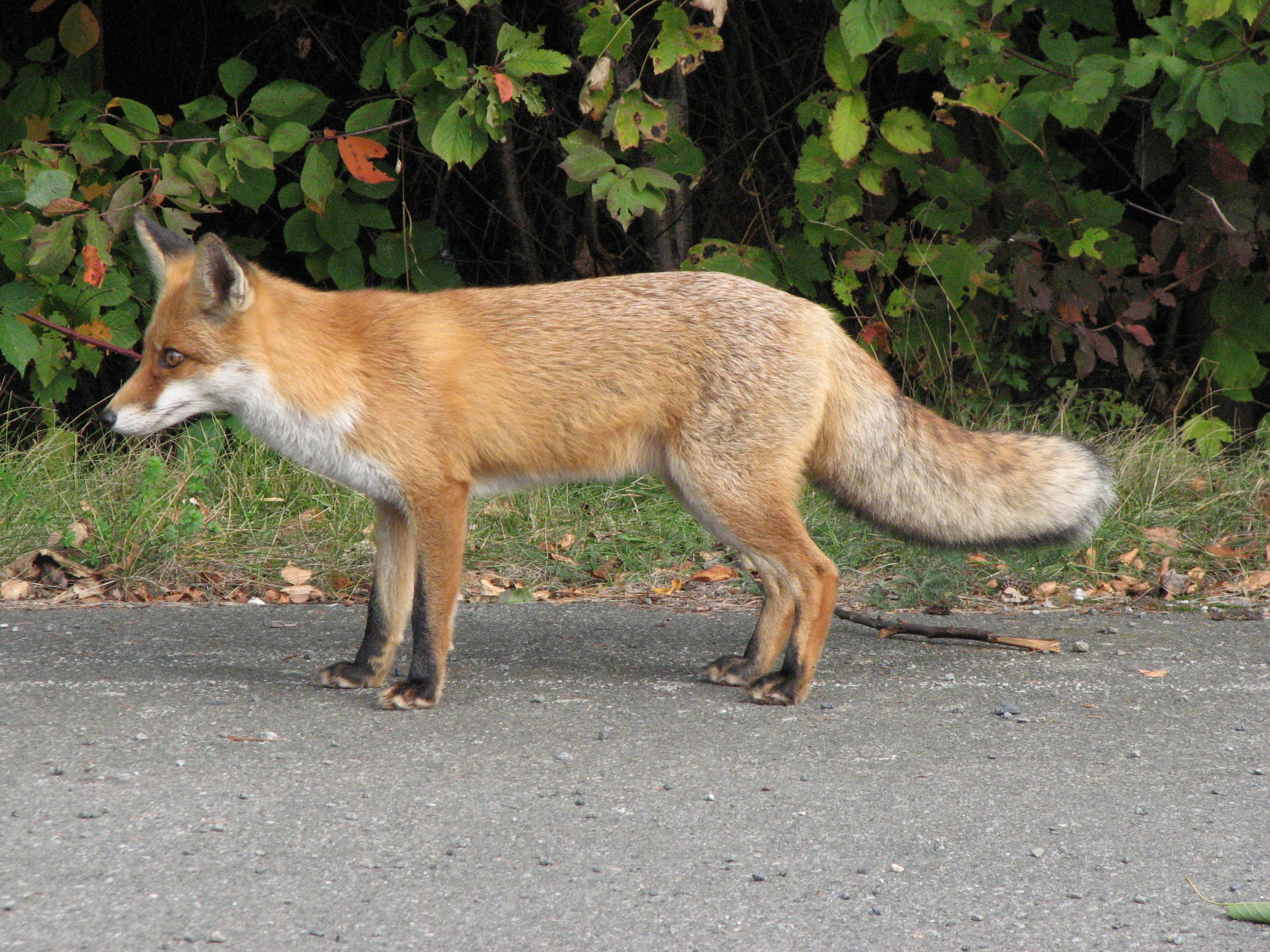
Рыжая лисица (Vulpes vulpes)
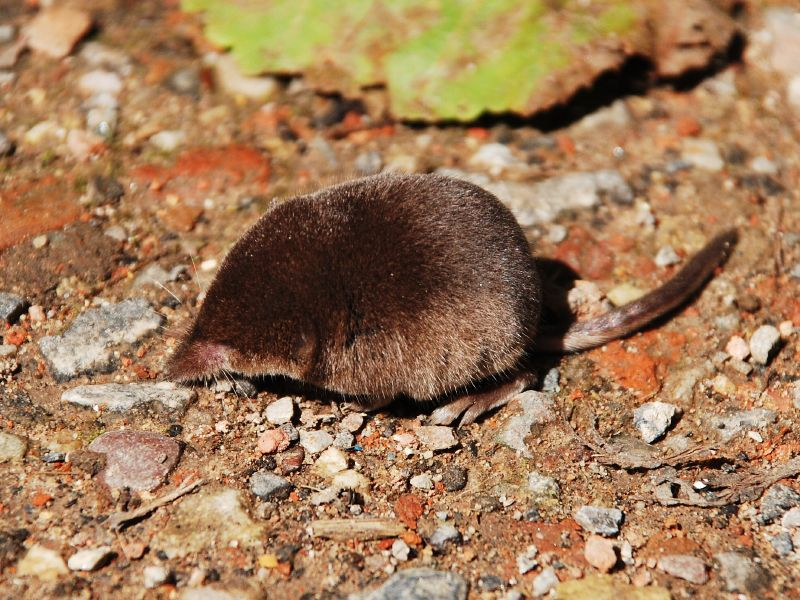
Бурозубка (Sorex sp.)
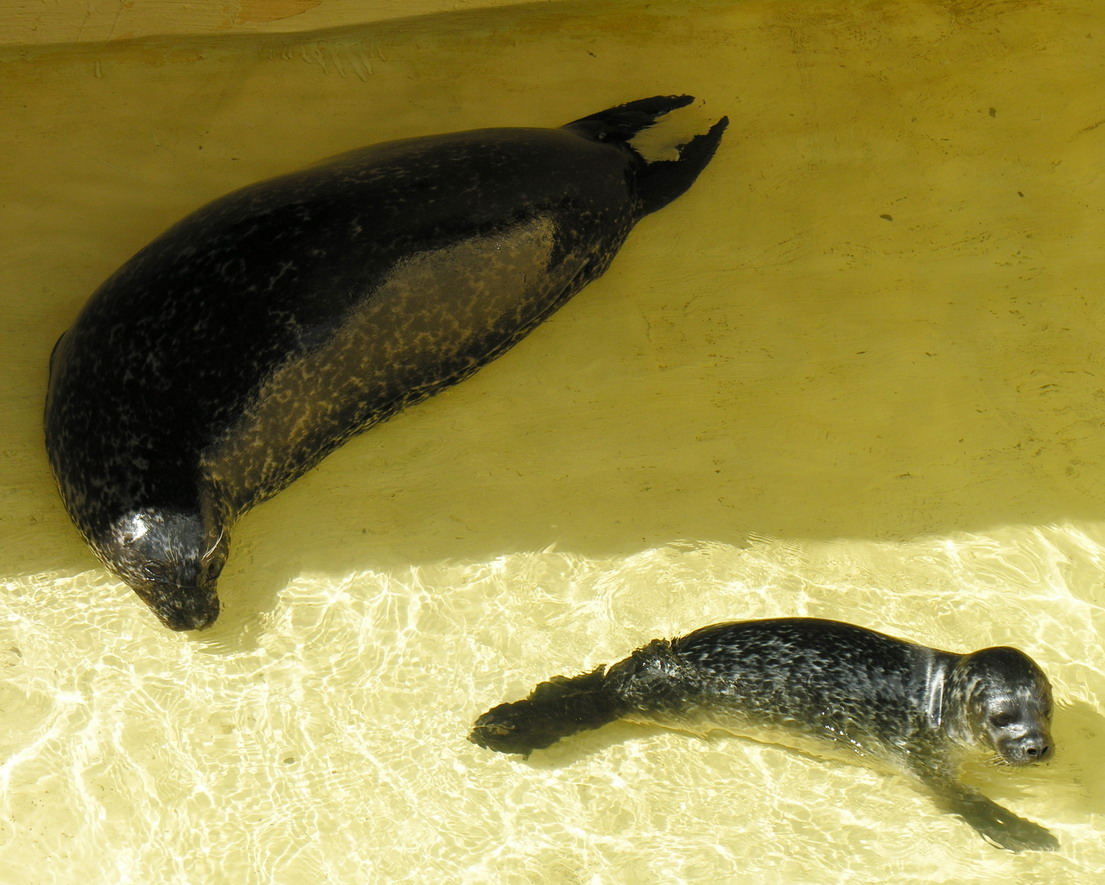
Длинномордый тюлень, Клайпедский морской музей

В отличие от континента, птицы не оставляют Куршскую косу осенью и зимой. Более 300 видов птиц населяют территорию парка. Через косу проходит путь миграции птиц из Белого моря (10-11 тыс. ежегодно). В Юодкранте построена станция наблюдения за мигрирующими птицами. Весной и осенью парк наполняется разнообразными птицами, среди которых: зяблики (Fringilla), синицы (Parus), ястребы-перепелятники (Accipiter nisus), канюки (Buteo), скопы (Pandion haliaätus), луни (Circus), на отмелях лагуны утки (Anatidae), поганковые (Podiceps), американские лебеди (Cygnus columbianus) и лебеди-кликуны (Cygnus Cygnus), на пляжах чернозобики (Calidris alpina), большие кроншнепы (Numenius arquata), веретенники (Limosa), кулики-сороки (Haematopus ostralegus), черные болотные крачки (Chlidonias niger) и речные крачки (Sterna hirundo), чайким (Larus). В летний сезон на косе гнездится более 100 видов птиц: полевые жаворонки (Alauda arvensis), зяблики (Fringilla coelebs), пеночки (Phylloscopus), зарянки (Erithacus rubecula), дрозды (Turdus), синицы (Parus), камышевки (Acrocephalus), большие поганки (Podiceps cristatus), кряквы (Anas platyrhynchos) и лебеди-шипуны (Cygnus olor). Из редких птиц гнездятся орланы-белохвосты (Haliaëtus albicilla), чёрные коршуны (Milvus migrans), чеглоки (Falco subbuteo), пеганки (Charadrius hiaticula), клинтухи (Columba oenas), полевые коньки (Anthus campestris).

На косе зимуют тысячи водоплавающих птиц: синьгаи (Melanitta nigra) и турпаны (Melanitta fusca), морянки (Clangula hyemalis), гагары (Gavia), большие крохали (Mergus merganser) и гоголи (Bucephala clangula). В Юодкранти существует наибольшая и самая старая в Литве смешанная колония больших бакланов (Phalacrocorax carbo) и серых цапель (Ardea cinerea), которые дали в 2000 году приплод в 582 и 1360 голов, соответственно.

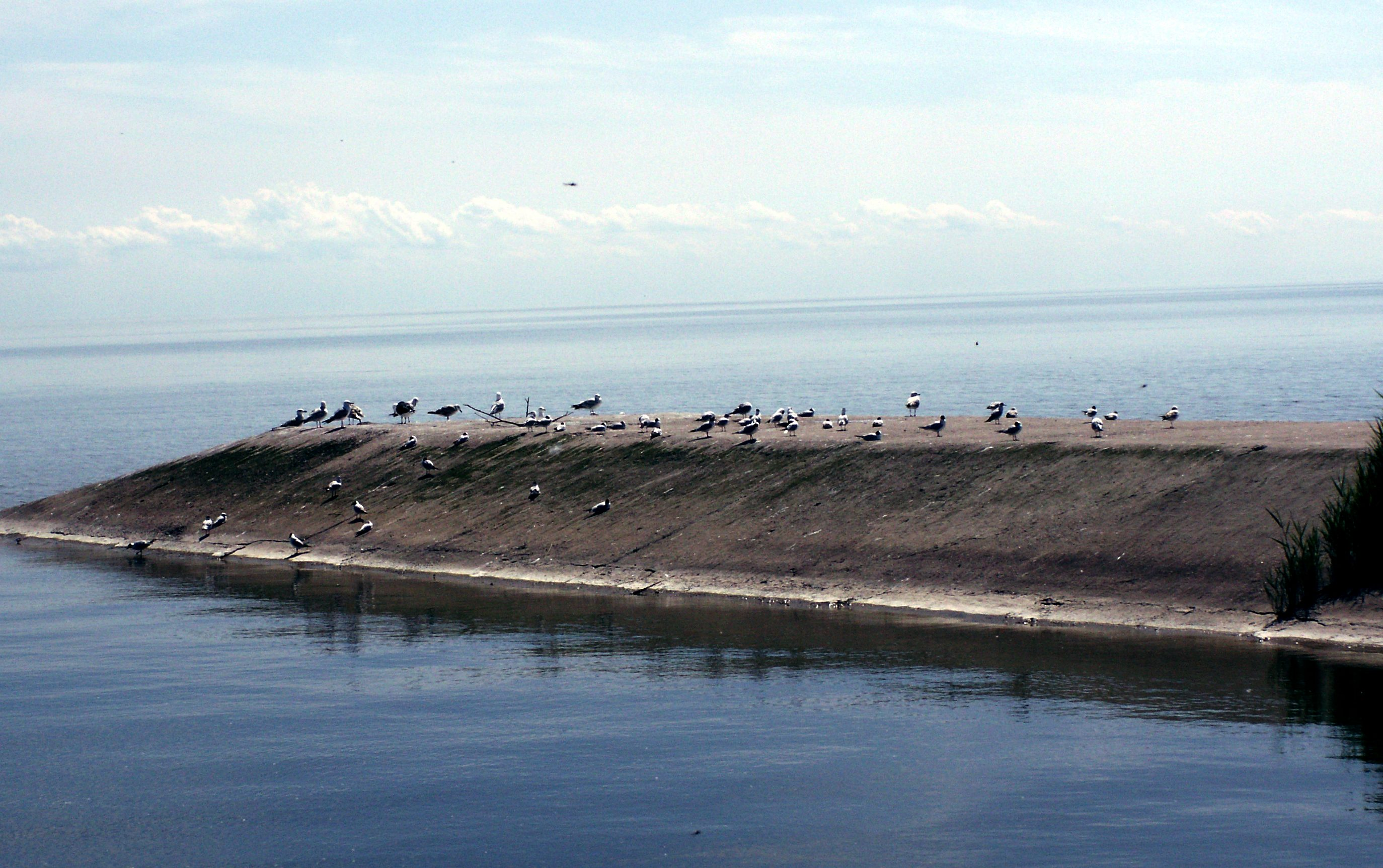
Стая чаек (Larus)
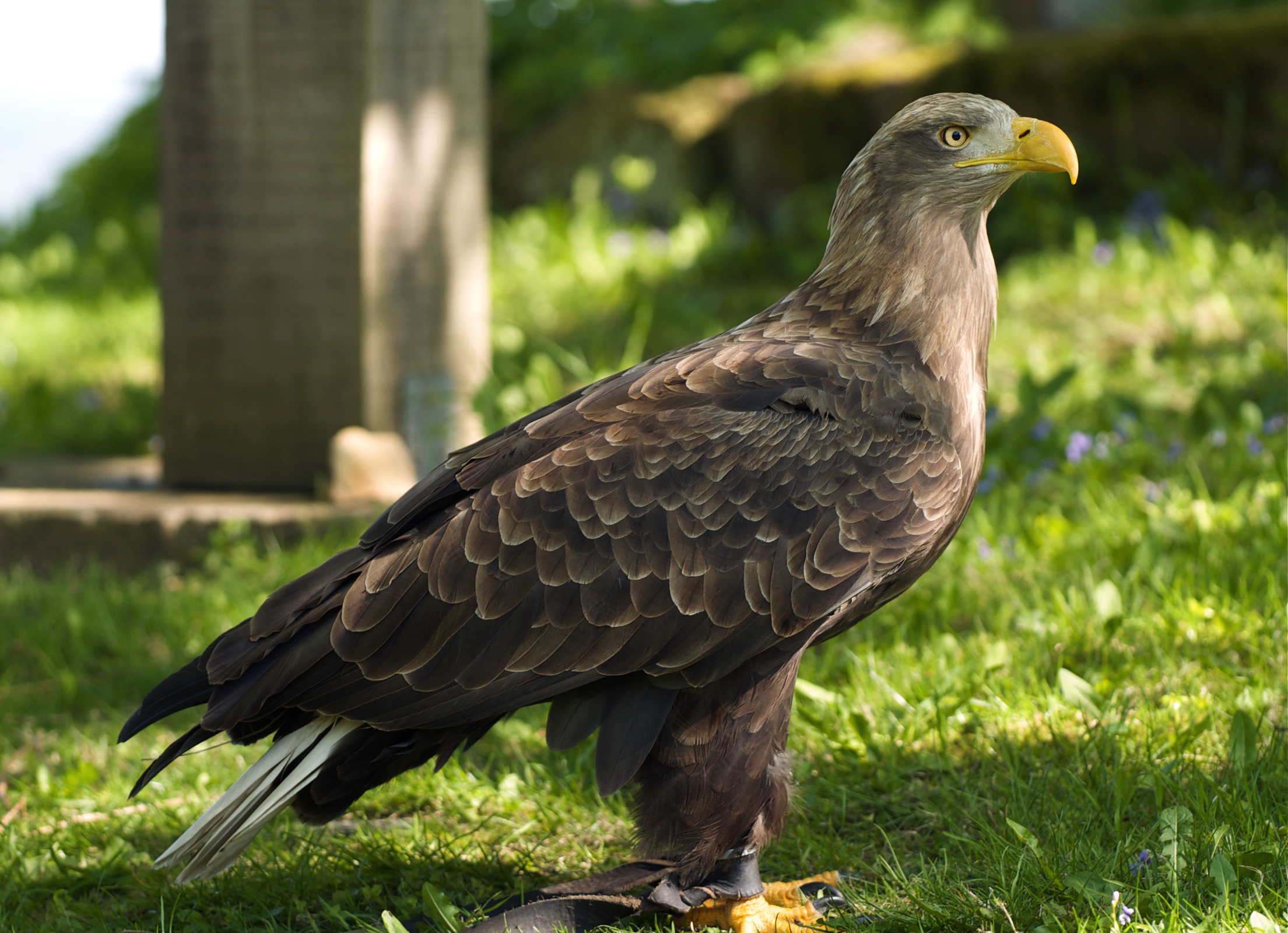
Орлан-белохвост (Haliaetus albicilla)
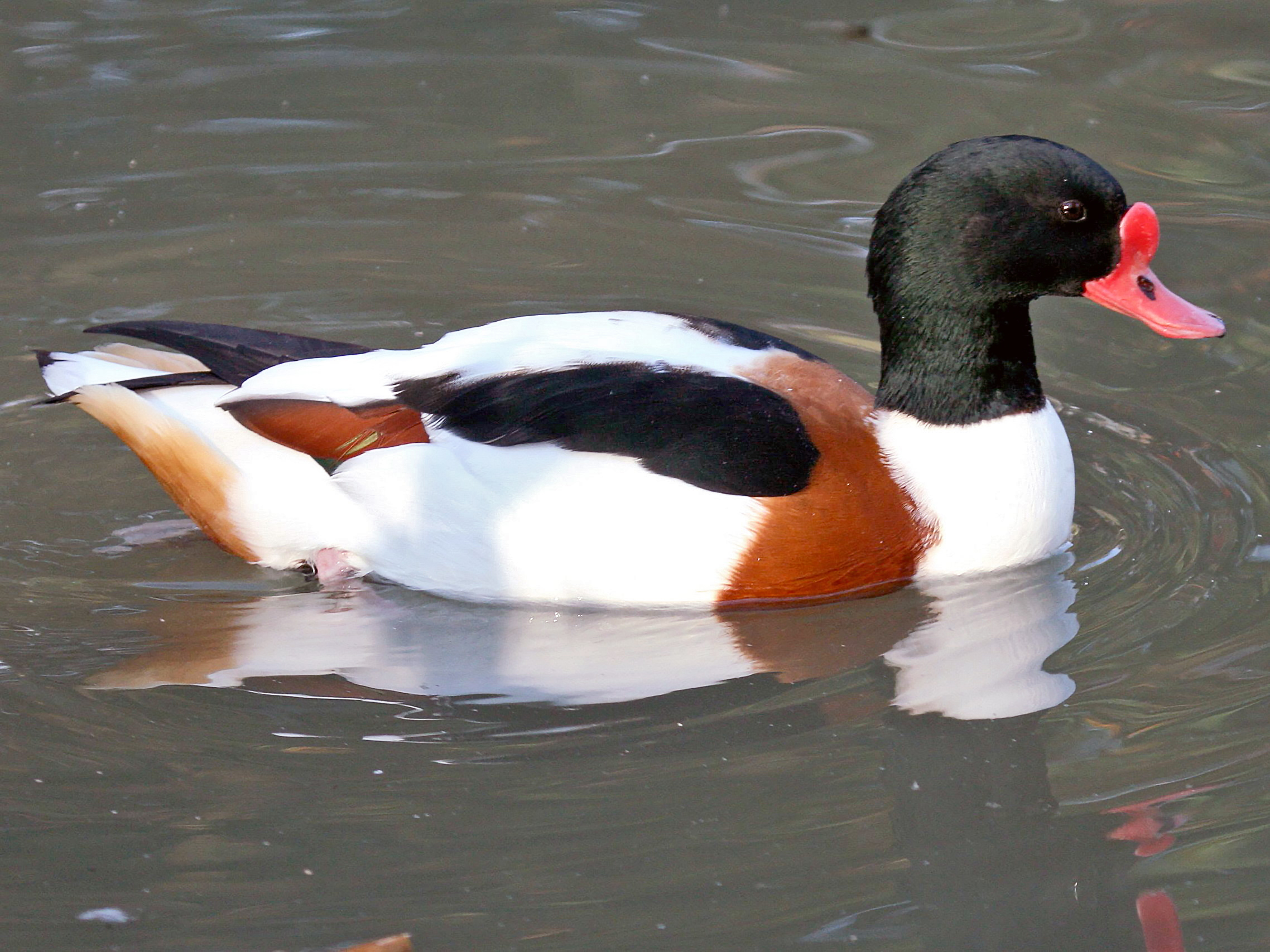
Пеганка (самец) (Tadorna tadorna)
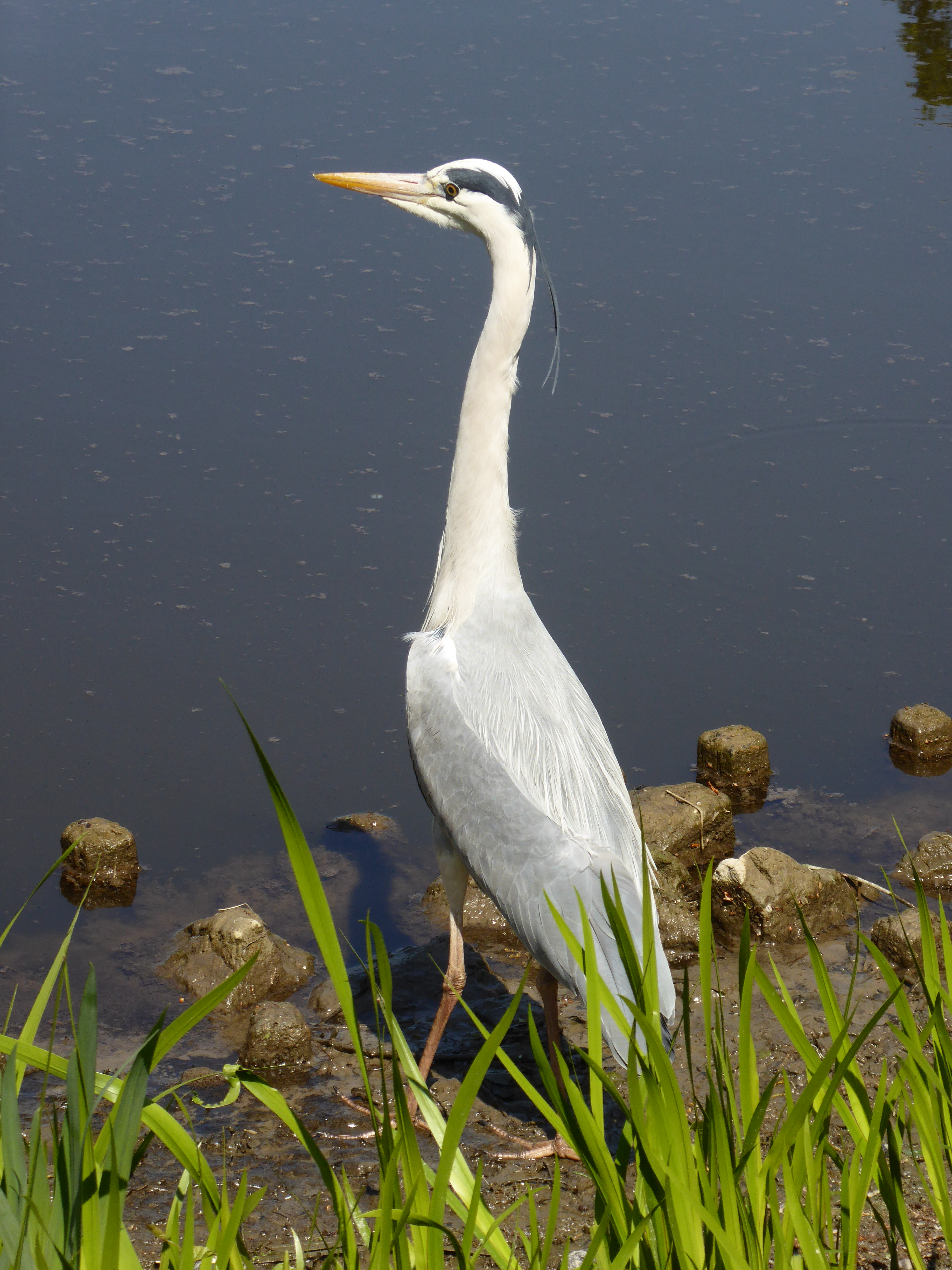
Серая цапля (Ardea cinerea)
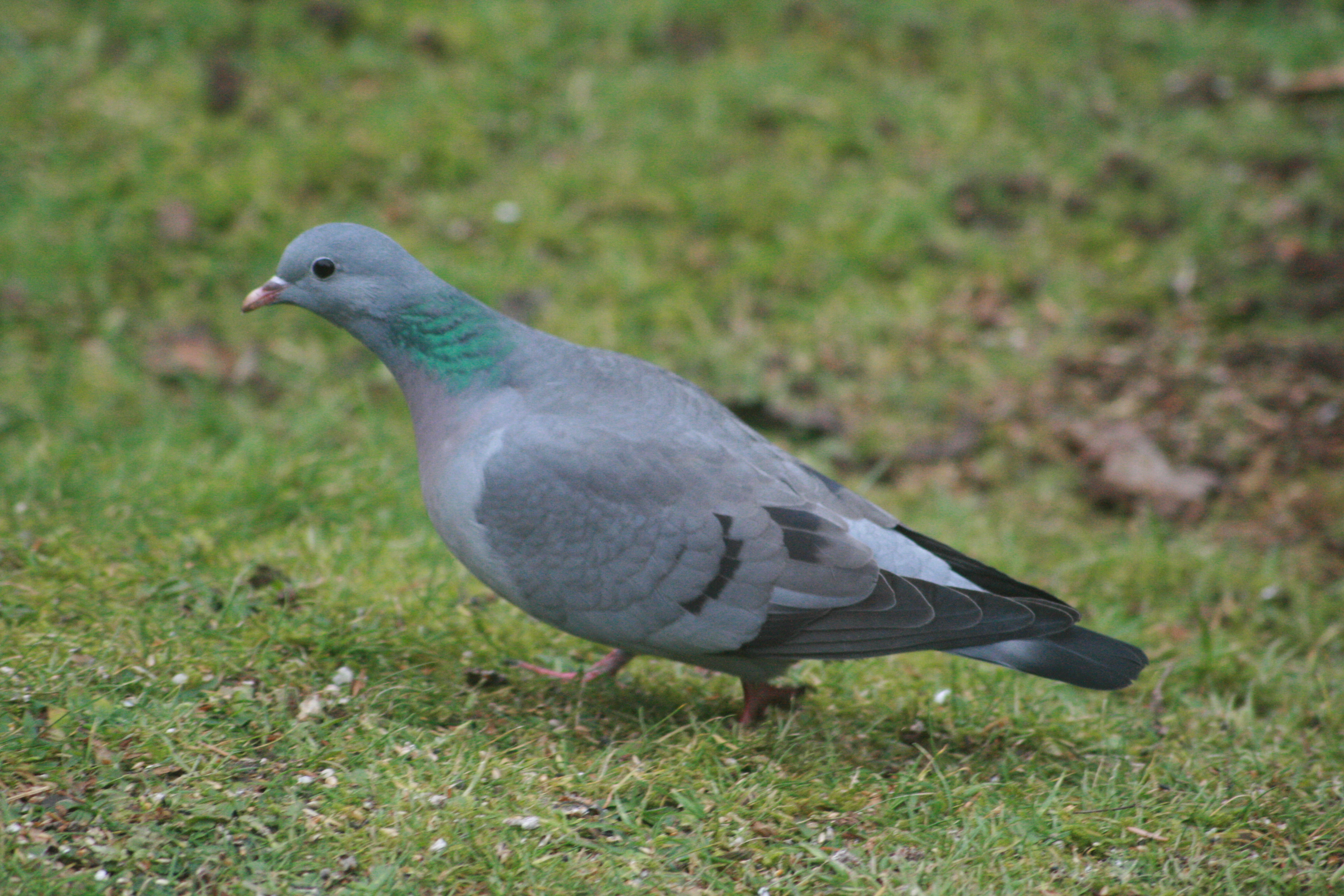
Клинтух (Columba oenas)
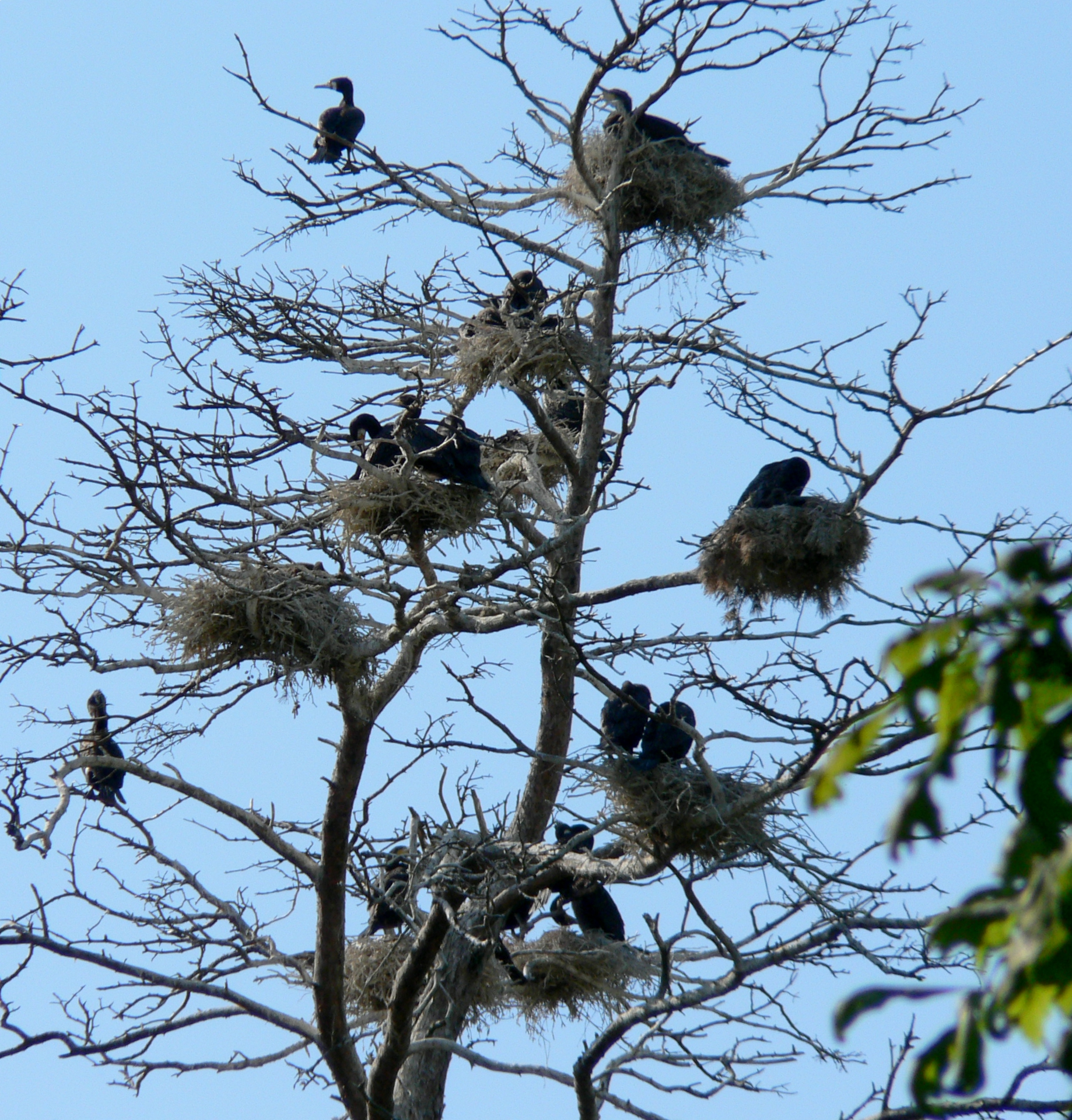
Колония больших бакланов в Юодкранте

## Население
На территории национального парка 4 рыбацких посёлка: Юодкранте, Пярвалка, Прейла и Нида, которые были объединены в 1961 году в единственное поселение Неринга. Подвижные пески дюн становятся причиной занесения старинных поселений, кладбищ. В период 1675—1854 таким образом исчезло 4 посёлка.